# NEWS
Ne doit pas être confondu avec new.
NEWS (ニュース, Nyūsu) est un groupe japonais qui comprend trois membres depuis 2020 : Keiichirō Koyama, Takahisa Masuda et Shigeaki Kato. Le nom du groupe, NEWS, est un acronyme basé sur les points cardinaux (North, East, West, South), qui fait référence aux lieux d'origines de ses membres, venant des quatre coins du Japon. NEWS est créé en 2003 par Johnny Kitagawa sous le label Johnny's Entertainment (agence rebaptisée Starto Entertainment depuis 2023) le groupe compte alors neuf membres emmenés par Tomohisa Yamashita.
En 2004, Moriuchi Takahiro quitte le groupe car il estimait que le concept ne lui convenait finalement pas et fondera plus tard le groupe One ok Rock. Les huit membres restants sortent leur premier single, Kibō: Yell, qui se classe en tête du hit-parade Oricon.
En 2006, Hiroki Uchi et Hironori Kusano sont suspendus indéfiniment pour avoir eté surpris avec de l'alcool en étant mineurs. NEWS sort donc son 5e single consécutif numéro 1, Sayaendō/Hadashi no Cinderella Boy, avec les six membres restants. Après une brève interruption, ils sortent leur 7e single Hoshi o Mezashite. Leur 10e single, Happy Birthday, sort en 2008 et fait de NEWS le second groupe japonais après KinKi Kids à avoir 10 singles consécutifs numéro 1 depuis ses débuts.
En 2011, Ryō Nishikido et Tomohisa Yamashita qui quittent le groupe à leur tour, le premier pour se consacrer à son deuxième groupe Kanjani8 et le second pour sa carrière solo. Avec le départ de Yamashita, le lead passe au plus âgé des membres restants, Keiichiro Koyama et le groupe continue ses activités à quatre.
En 2020, c'est Yūya Tegoshi qui part à son tour, d'un commun accord avec l'agence, suite à l'un de ses multiples scandales. Le groupe perd alors son chanteur principal et continue avec les trois membres actuels.

## Biographie

### 2003-2006: Débuts et départ de membres
Formé en septembre 2003, NEWS publie un single promotionnel NEWS Nippon (novembre 2003), qui est utilisé comme chanson thème pour la Coupe du Monde de volley-ball au Japon cette même année,. Avant de tenir leur premier concert, NEWSnow Concert: NEWS' Concert, Takahiro Moriuchi quitte le groupe. NEWS sort plus tard son premier single, Kibo: Yell (mai 2004), qui se classe en première place du chart Oricon. À cette occasion, ils changent le graphie officielle de leur nom de « NewS » en « NEWS » . Leurs deux singles suivants, Akaku Moyuru Taiyo (aout 2004), et Cherish (mars 2005), débutent tous deux en tête du classement, tout comme le premier album de NEWS, Touch (2005), qui se vend 164.016 exemplaires lors de sa première semaine,,.
En juillet 2005, Hiroki Uchi, est mis en examen pour consommation d'alcool alors qu'il est mineur et est exclu définitivement à la fois de AZ NEWS et de Kanjani8, un autre groupe dont il faisait partie,. Avec un membre en moins, NEWS sort son 4e single, Teppen (juillet 2005). En janvier 2006, le groupe est réduit à six membres lorsque Kusano Hironori est suspendu indéfiniment pour les mêmes raisons que Uchi,. NEWS sort son 5e single, Sayaendō/Hadashi no Cinderella Boy, en mars 2006. Le 1er mai 2006, après avoir achevé leur tournée NEWS Spring Tour, le groupe fait une pause,.

### Retour
Pour marquer son retour, NEWS se lance dans une nouvelle tournée et sort son 6e single, Hoshi wo Mezashite (mars 2007), qui est utilisé comme thème dans la version japonaise du dessin animé Happy Feet, .
Le 7 novembre 2007, le groupe édite simultanément son 7e single, Weeeek, et son 2e album, Pacific. Les deux se classent en tête des charts à leur sortie et Pacific se vend à 193 000 copies en première semaine. C'est la dixième fois dans l'histoire du hit-parade japonais Oricon qu'un artiste détient à la fois un single et un album qui débutent en même temps en tête du chart. Afin de promouvoir son album, le groupe se lance dans une tournée nationale, le NEWS Concert Tour Pacific 2007-2008, du 15 décembre 2007 au 27 janvier 2008. Parce que les billets étaient en forte demande, deux dates ont été ajoutées, ce qui a conduit NEWS à chanter au Tokyo Dome pour la première fois.
En février 2008, NEWS sort son 8e single, Taiyō no Namida, qui est repris dans l'adaptation cinématographique du drama Kurosagi dont Tomohisa Yamashita tient le premier rôle. Le groupe sort deux autres singles, Summer Time (mai 2008) et Happy Birthday (octobre 2008), avant de publier son 3e album, Color, en novembre 2008. Ce dernier débute à la 1re place du chart et devient le 3e album consécutif du groupe à réaliser cette performance. Le dernier single, Koi no ABO, sort en avril 2009 et devient le 11e single consécutif de NEWS à se classer numéro 1 du chart Oricon depuis les débuts du groupe.
En octobre 2011, la Johnny's Entertainment annonce le départ de Yamashita Tomohisa et de Nishikido Ryo, l'un pour se consacrer à sa carrière solo, et l'autre pour se consacrer à son second groupe, Kanjani8. Il est prévu que le groupe continue ses activités à 4.

## Membres

### Formation actuelle
- Kato Shigeaki
- Koyama Keiichiro
- Masuda Takahisa

### Ancien membres
- Kusano Hironori
- Moriuchi Takahiro (2003 - 2004)
- Hiroki Uchi
- Nishikido Ryo (2003 - 2011)
- Yamashita Tomohisa (2003 - 2011)
- Tegoshi Yuya (2003 - 2020)

## Discographie

### Albums
| #  | Titre     | Date de sortie    | Ventes totales |
| -- | --------- | ----------------- | -------------- |
| 1  | Touch     | 27 avril 2005     | 252,399        |
| 2  | Pacific   | 7 novembre 2007   | 247,119        |
| 3  | Color     | 19 novembre 2008  | 237,254        |
| 4  | Live (ja) | 15 septembre 2010 | -----          |
| 5  | News      | 17 juillet 2013   |                |
| 6  | White     | 25 février 2015   |                |
| 7  | Quartetto | 9 mars 2016       |                |
| 8  | Neverland | 22 mars 2017      |                |
| 9  | Epcotia   | 21 mars 2018      |                |
| 10 | Worldista | 20 février 2019   |                |
| 11 | Story     | 4 mars 2020       |                |
| 12 | Ongaku    | 17 août 2022      |                |
| 13 | News expo | 29 mai 2024       |                |
| 14 | Japanews  | 7 août 2024       |                |

### EP
| # | Titre                 | Date de sortie | Ventes totales |
| - | --------------------- | -------------- | -------------- |
| 1 | Ongaku -2nd Movement- |                |                |

### Singles
| #  | Titre                                                                        | Album     | Date de sortie   | Ventes totales |
| -- | ---------------------------------------------------------------------------- | --------- | ---------------- | -------------- |
| 0  | NEWSニッポン (NEWS NIPPON)                                                   | Touch     | 7 novembre 2003  | ---            |
| 1  | 希望 ~Yell~ (Kibou ~Yell~)                                                   | Touch     | 12 mai 2004      | 395,406        |
| 2  | 紅く燃ゆる太陽 (Akaku Moyuru Taiyou)                                         | Touch     | 11 août 2004     | 251,223        |
| 3  | チェリッシュ (Cherish)                                                       | Touch     | 16 mars 2005     | 261,584        |
| 4  | TEPPEN                                                                       | Pacific   | 13 juillet 2005  | 242,322        |
| 5  | サヤエンドウ／裸足のシンデレラボーイ (Sayaendou / Hadashi no Cinderella Boy) | Pacific   | 15 mars 2006     | 222,848        |
| 6  | 星をめざして (Hoshi wo Mezashite)                                            | Pacific   | 21 mars 2007     | 310,505        |
| 7  | weeeek                                                                       | Color     | 7 novembre 2007  | 376,261        |
| 8  | 太陽のナミダ (Taiyou no Namida)                                              | Color     | 27 février 2008  | 291,447        |
| 9  | SUMMER TIME                                                                  | Color     | 8 mai 2008       | 257,705        |
| 10 | Happy Birthday                                                               | Color     | 1er octobre 2008 | 227,644        |
| 11 | 恋のABO (Koi no ABO)                                                         | LIVE      | 29 avril 2009    | --             |
| 12 | Sakura Girl (Sakura Girl)                                                    | LIVE      | 31 mars 2010     | --             |
| 13 | Fighting Man (Fighting Man)                                                  | NEWS BEST | 3 novembre 2010  | --             |
| 14 | Chankapana                                                                   | NEWS      | 18 juillet 2012  | --             |
| 15 | WORLD QUEST / Pokoponpekorya                                                 | NEWS      |                  |                |
| 16 | One -for the win-                                                            | White     |                  |                |
| 17 | KAGUYA                                                                       | White     |                  |                |
| 18 | Chumuchumu                                                                   | QUARTETTO |                  |                |
| 19 | Hikari no Shizuku / Touch                                                    | QUARTETTO |                  |                |
| 20 | Koi o Shiranai Kimi e                                                        | NEVERLAND |                  |                |
| 21 | EMMA                                                                         | NEVERLAND |                  |                |
| 22 | LPS                                                                          | EPCOTIA   |                  |                |
| 23 | BLUE                                                                         | WORLDISTA |                  |                |
| 24 | Ikiro                                                                        | WORLDISTA |                  |                |
| 25 | Top Gun / Love Story                                                         | STORY     |                  |                |
| 26 | Beautiful / Chincha Umakka / Kanariya                                        | Ongaku    |                  |                |
| 27 | BURN                                                                         | Ongaku    |                  |                |
| 28 | Mirai e / ReBorn                                                             | Ongaku    |                  |                |
| 29 | LOSER / Sanjushi                                                             | Ongaku    |                  |                |
| 30 | Gifted                                                                       |           | 22 novembre 2023 |                |

### Compilations
| # | Titre     | Date de sortie |  |
| - | --------- | -------------- |  |
| 1 | NEWS Best | 13 juin 2012   |  |

### DVD
- NEWS Nippon 0304 - 7 avril 2004
- Summary of Johnny's World (avec KAT-TUN et Ya-Ya-Yah) - 19 avril 2005
- Touch Limited Edition DVD - 27 avril 2005
- Hoshi wo Mezashite (星をめざして) Limited Edition DVD - 21 mars 2007
- Never Ending Wonderful Story DVD - 8 août 2007
- NEWS CONCERT TOUR pacific 2007 2008 - THE FIRST TOKYO DOME CONCERT - - 13 août 2008
- NEWS LIVE DIAMOND - - 4 novembre 2009
- NEWS Dome Party 2010 Live!Live!Live - - 22 décembre 2010